# Miletus innocens
Miletus innocens är en fjärilsart som beskrevs av Druce 1895. Miletus innocens ingår i släktet Miletus och familjen juvelvingar. Inga underarter finns listade i Catalogue of Life.